# Calophyllum inophyllum
Calophyllum inophyllum is een grote groenblijvende boom uit de clusiafamilie.

## Beschrijving
Calophyllum inophyllum is een lage, vertakkende en langzaamgroeiende boom met een brede, onregelmatige kroon. Het bereikt gewoonlijk een hoogte tussen de 8 en 20 meter. De donkergroene, glanzende bladeren hebben een stompvormig uiteinde. De trosvormige of pluimvormige sterkgeurende bloemen hebben een grootte van 25 millimeter. Deze bestaan uit vier tot vijftien bloemen. De bloei kan het hele jaar optreden, maar er zijn meestal twee verschillende bloeitijden, in het late voorjaar en in de late herfst. De vrucht is een ronde, groene steenvrucht, waarin grote zaden zitten. De vrucht heeft een diameter van 2 tot 4 centimeter. Rijpe vruchten zijn rimpelig en de kleur varieert van geel tot bruinrood.

## Verspreiding
De soort komt voor in oostelijk Afrika, op de eilanden in de westelijke Indische Oceaan, Zuid-Azië, Zuidoost-Azië en Oost-Azië, op de eilanden in de noordwestelijke, zuidwestelijke en zuid-centrale Pacific en Australië. Calophyllum inophyllum wordt in de volgende landen aangetroffen:
- Oostelijk Afrika: Mozambique; Kenia; Tanzania en de eilanden Pemba en Zanzibar
- Westelijke Indische Oceaan: de Comoren; Madagaskar; Mauritius; de Seychellen
- Zuid-Azië: zuidelijk India; Sri Lanka
- Zuidoost-Azië: Myanmar; Thailand; Cambodja; Vietnam; Maleisië; Indonesië; Papoea-Nieuw-Guinea; de Filipijnen
- Oost-Azië: China (Hainan); Taiwan; Japan (Riukiu-eilanden)
- Noordwestelijke Pacific: Guam; de Marshalleilanden; Micronesia; de noordelijke Marianen; Palau
- Zuid-Centrale Pacific: de Cookeilanden; Frans-Polynesië (Marquesaseilanden en Genootschapseilanden)
- Zuidwestelijke Pacific: Fiji; Samoa
- Australië: Noordelijk Territorium; Queensland

Tegenwoordig wordt de soort op grote schaal geteeld in alle tropische gebieden ter wereld. Vanwege de sierlijke bladeren, geurende bloemen en de brede kroon staat de soort bekend als sierplant.
De soort komt meestal voor in kustgebieden en aangrenzende laaglandbossen.

## Benamingen
De plant wordt in verschillende landen traditioneel toegepast voor diverse doeleinden. Daarom zijn er van deze soort verschillende benamingen.
- tamanu (Tahiti en de Cookeilanden): Op het eiland Tahiti was de Calophyllum inophyllum een heilige boom. Het hout werd door de lokale bevolking gebruikt om tikis van te maken, een soort afgodsbeelden. Na de komst van christelijke missionarisen verloor de boom deze status en werden gehele bossen met deze soort gekapt vanwege hun hout.[2]
- kamani of kamanu (Hawaii)
- dilo (Fiji)
- foraha (Madagaskar): In het oosten van Madagaskar wordt het hout van de Calophyllum inophyllum gebruikt voor het maken van boten. De Betsimisaraka gebruiken de hars van de boom als vogellijm. De uit de vruchten geperste olie wordt door Betsimisaraka-vrouwen gebruikt voor hun persoonlijke verzorging.[3]
- poon (Groot-Brittannië, afkomstig van de Indiase naam punna)
- nyamplung (Indonesië)
- domba (Sri Lanka)
- pinnai, pinnay, punnai, punna, punnaga, of punnang (India)
- sura honne (India)
- undi (India)
- fetau (Samoa) of fetaʻu (Tonga)
- daok of daog (Guam)
- bitaog of palo maria (Filipijnen)
- takamaka (Frankrijk, de Seychellen, de Mascarenen), takamaka bord de mer (Réunion)
- mù u (Vietnam)
- ph’ông of ponnyet (Myanmar)
- btaches (Palau), biyuch (Yap), rekich (Chuuk)
- mtondoo (Tanzania)
- nabangura (Vanuatu)
- fu-na (Maldiven)

## Gebruik
Uit de zaden van de vrucht wordt een plantaardige olie gewonnen, tamanu geheten. Ook levert de boom een hars, die bekendstaat als tacamahac. Deze levert in Madagaskar een welriekende balsem. Deze groenkleurige balsem wordt vermengd met olie en door Malagassische vrouwen gebruikt om het haar in te wrijven.

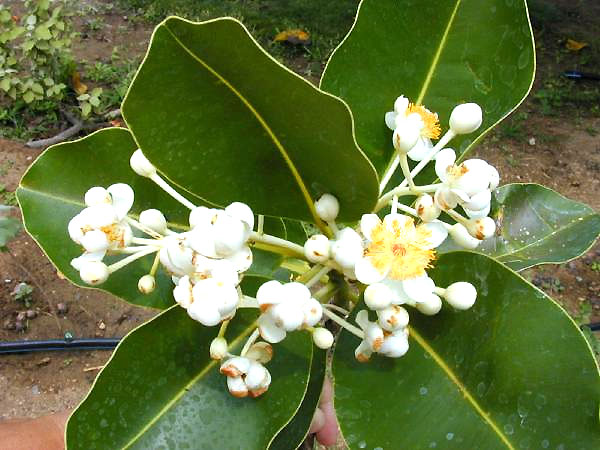
Bloemen en bladeren

Vruchten en bladeren